# 佐賀県道230号肥前七浦停車場線
佐賀県道230号肥前七浦停車場線（さがけんどう230ごう ひぜんななうらていしゃじょうせん）は、佐賀県鹿島市を通る一般県道である。

## 概要
鹿島市大字音成のJR九州長崎本線 肥前七浦駅前から国道207号交点に至る。

### 路線データ
- 起点：佐賀県鹿島市大字音成（JR九州長崎本線 肥前七浦駅前）
- 終点：佐賀県鹿島市大字音成（国道207号交点）

## 地理

### 通過する自治体
- 鹿島市

### 交差する道路
| 交差する道路 | 交差する場所 | 交差する場所 |
| ------------ | ------------ | ------------ |
| 国道207号    | 大字音成     | 終点         |

### 沿線
- JR九州長崎本線 肥前七浦駅
- 有明海
- 道の駅鹿島（終点付近）